# Hou Hsiao-Hsien
Hou Hsiao-Hsien (chino tradicional:: 侯孝賢; chino simplificado: 侯孝贤; hanyu pinyin: Hóu Xiàoxián; Wade-Giles: Hou2 Hsiao4-hsien2) (Meixian, Guangdong, 8 de abril de 1947) es un actor, cantante y director de cine taiwanés perteneciente a la Nueva ola del cine taiwanés.

## Biografía
De la etnia Hakka, Hou Hsiao-Hsien huyó de la provincia de Guangdong a Taiwán junto a su familia en 1948 para escapar de la guerra civil china. La familia se instaló en Fengshan, al sur de la isla, y Hou recibió su educación en la Academia Nacional de las Artes de Taiwán.
En octubre de 2023, anunció su retiro de la dirección cinematográfica debido a que padece de demencia senil. El anuncio fue realizado en Londres, tras la proyección de una de sus películas.

## Dirección de cine
Hou realiza generalmente dramas minimalistas que retratan las agitaciones de la comunidad taiwanesa y en ocasiones la china durante el siglo XX, a través del impacto que éstas tienen sobre la vida individual de un personaje o de un pequeño grupo. Tierra de desdicha (1989), por ejemplo, muestra a una familia que se ve sumergida en los conflictos ocasionados por la llegada de los nacionalistas chinos después de la Segunda Guerra Mundial. A pesar de su naturaleza más independiente que comercial, la película resultó exitosa y fue alabada por la crítica.
Su narración es oblicua y su estilo está sembrado de tomas largas en las que apenas se mueve la cámara, pero intrincadamente coreografiados por los actores. Hou improvisa frecuentemente para conseguir el efecto natural deseado en las tomas. En los últimos años, aun sin abandonar su austeridad característica, ha desarrollado una cinematografía más sensual, posiblemente debido a la influencia de su colaborador, Mark Lee Ping-Bin. El colaborador principal de Hou a la hora de preparar los guiones desde mediados de los años 80 es la escritora Chu Tien-Wen. En sus películas también ha colaborado el celebrado titiritero Li Tien-Lu, más notablemente en la película, El maestro de marionetas (1993).
Dirigió la película japonesa Café Lumière (2003) para el estudio Shochiku como homenaje al director Yasujirō Ozu. La película se estrenó durante el festival conmemorativo del nacimiento de Ozu, y trata temas reminiscentes de su filmografía, como las tensiones entre padres e hijos o entre tradición y modernidad.
En 2006, Hou realizó Ballon Rouge, película filmada y producida en Francia, con Juliette Binoche como protagonista y basada en el cortometraje de Albert Lamorisse. Este filme, comisionado por el Museo de Orsay, trata sobre una familia francesa desde el punto de vista de un estudiante chino. 
Las películas de Hou han recibido varios premios de festivales internacionales como el Festival de Cine de Venecia, el Festival de Cine de Berlín, el Festival Internacional de Cine de Hawái y el Festival Tres Continentes de Nantes. 7 de sus películas hasta la fecha han sido nominadas a la Palma de Oro por mejor película en el Festival de Cine de Cannes, siendo la última, The assassin, la que le dio el premio al Mejor Director.

## Otras experiencias laborales
En 1985, Hou se dio la oportunidad de tener experiencia actoral al protagonizar la película Taipei Story, del director taiwanés Edward Yang. En ella, interpreta a Lung, una ex-estrella de béisbol que administra un negocio de telas mientras añora su pasado glorioso. Lung se distancia de su esposa e intenta encontrar su camino en Taipéi. 
En 1992, realizó dos canciones para la banda sonora del filme Dust of Angels, película dirigida por Hsu Hsiao-ming que también produjo. 

## Filmografía
- Cute Girls (1980)
- Cheerful Wind (1981)
- The Sandwich Man (1983)
- The Boys From Fengkuei (1983)
- The Green, Green Grass of Home (1983)
- A Summer at Grandpa's (1984)
- A Time to Live, A Time to Die (1985)
- Polvo al viento (1986)
- Daughter of the Nile (1987)
- Tierra de desdicha (1989)
- El maestro de marionetas (1993)
- Good Men, Good Women (1995)
- Goodbye South, Goodbye (1996)
- Flowers of Shanghai (1998)
- Millennium Mambo (2001)
- Café Lumière (2003)
- Tiempos de amor, juventud y libertad (2005)
- El vuelo del globo rojo (2007)
- The Assassin (2015)

## Premios y reconocimientos
Festival Internacional de Cine de Venecia
| Año  | Categoría                       | Película        | Resultado |
| ---- | ------------------------------- | --------------- | --------- |
| 1989 | León de Oro a la mejor película | Ciudad doliente | Ganador   |

Festival Internacional de Cine de Cannes
| Año  | Categoría         | Película                 | Resultado |
| ---- | ----------------- | ------------------------ | --------- |
| 1993 | Premio del Jurado | El maestro de marionetas | Ganador   |
| 2015 | Mejor director    | The Assassin             | Ganador   |

- Premio FIAF (2006).